# Dalsze okolice
Dalsze okolice – tom wierszy Czesława Miłosza wydany w 1991 r. przez wydawnictwo  Znak w Krakowie.
Tom wydany w osiemdziesiąte urodziny poety zawiera wiersze i poematy oraz nieliczne komentarze prozą powstałe w latach 1987-1991, w większości publikowane wcześniej na łamach czasopism: „Kultura” (Paryż), „NaGłos”, „Tygodnik Powszechny” oraz „Zeszyty Literackie”. Początkowo książka miała być wydana przez Instytut Literacki w Paryżu, który jednak prawo pierwodruku odstąpił Znakowi.
Epitetu określającego tytułowe „okolice” nie należy rozumieć przestrzennie. Odczytujemy go jako określenie czasu, „dalszych okolic” ludzkiego istnienia, w które trafiamy „bez prawa powrotu” (Nie widziane dotychczas zwiedzam okolice / O których nie ma nic w uczonych księgach). W optyce starzejącego się poety nadzieję daje ulotna wiara w „apokatastasis”, w „podwójne trwanie w czasie i kiedy czasu już nie będzie”.
W pięcioczęściowym cyklu W Yale,  z anegdotą pt. Pan de Balzac, w trzech ekfrazach (Turner, Constable, Corot) pojawia się refleksja odbiorcy obrazu na temat odbicia rzeczywistości w sztuce i kompozycji dzieła. Wiersz Pająk obrazuje zmagania poety z tajemnicą bólu, śmierci, zła i grzechu pierworodnego. Wyraża tęsknotę za powrotem do raju i nadzieję, że w wieczności, poza granicą czasu, wszystkie tajemnice zostaną rozświetlone. W poprzedzonych komentarzem Dwóch wierszach (Rozmowa z Jeanne i Wiersz na koniec stulecia) poeta kontrastuje ze sobą dwie postawy filozoficzne wobec świata: niezagłębianie się „w problemy nękające od wieków umysły teologów i filozofów” oraz zdziwienie, że ludzie nie chcą pamiętać, że horror „czai się tuż pod powierzchnią ich społecznych urządzeń”.  
Pogodny, a nawet radosny, charakter tomu ustanawia harmonię między człowiekiem, Bogiem i światem oraz między czasem a wiecznością. Wspaniałe mistyczne wiersze (np. Stwarzanie świata, Medytacja) pisane przez „mędrca na wagarach” (Dobranoc).

## Przekłady na języki obce
- Provinces, Hopewell: The Ecco Press, 1991
- Provinces. Poems 1987-1991, New York: The Ecco Press, 1991, 1993
- Provinces. Poems 1987-1991, Manchester: Carcanet, 1993

## Recenzje i omówienia
- Barańczak Stanisław, Tylko pościg,  „Zeszyty Literackie” 1993, nr 41, s. 158-167.
- Bernacki Marek, Przezwyciężając sprzeczności, „NaGłos” 1992, nr 7, s. 180-186.
- Biała Alina, Jesienny tomik, „Nowe Książki” 1992, nr 10, s. 43.
- Czabanowska-Wróbel Anna, Okolice znane i nieznane, „Dekada Literacka” 1992, nr 6, s. 8.
- Dłuski Stanisław, Miłosz na koniec stulecia, „Odra” 1992, nr 10, s. 98-99.
- Dzień Mirosław, „Czas pożegnań” (Miłosz, Herbert i Ten Trzeci) , „Kwartalnik Artystyczny” 1996, nr 1, s. 129-135.
- Kalandyk Mariusz, „W inny znak wchodzi moja planeta”, „Fraza” 1993, nr 3-4, s. 118-119.
- Kijowski Andrzej Tadeusz, Dalsze okolice, „Nowy Świat” 1992, nr 30, s. 13.
- Legeżyńska Anna, Mało dostojna starość, „Kresy” 1993, nr 13, s. 153-155.
- Łukasiewicz Jacek, „Dalsze okolice”, „Tygodnik Powszechny” 1992, nr 9, s. 7.
- Marek Jerzy, Pająk to ja. Na marginesie wiersza Czesława Miłosza „Pająk” , Świat i Słowo” 2004, nr 1, s. 283-289.
- Mazur Aneta, Zwiedzanie starości, „Opole” 1992, nr 7-9, s. 42-44.
- Pieńkosz Konstanty, Wezwany do pochwalania rzeczy, „Literatura” 1992, nr 8-9, s. 57.
- Putzlacher Renata, Klasycy i buntownicy. Czesław Miłosz. W inny znak wchodzi moja planeta, „Zwrot” 1993, nr 9, s. 51-54.
- Stala Marian, Oślepły ogród, „NaGłos” 1992, nr 6, s. 172-177.
- Stankowska Agata, Noty o przemijaniu, „Twórczość” 1993, nr 1, s. 109-111.
- Stankowska Agata, Przemijanie i ocalenie, „Arkusz” 1992, nr 10, s. 2.
- Śmieja Florian, Z Miłoszem w dalszych okolicach, „Głos Polski” (Toronto) 1992, nr 12, s. 7, 13.
- Werner Mateusz, Czesława Miłosza portret trumienny, „Arka” 1993, nr 47, s. 61-70.
- Woźniak-Łabieniec Marzena, Wędrowiec w „stukocie bez harmonii”. O „Dalszych okolicach” Czesława Miłosza, „Prace polonistyczne” 2003, s. 281-298.